# Alarius Ensemble
Das Alarius-Ensemble Brüssel war eine belgische Kammermusikformierung, die von 1954 bis 1972 bestand und ein Ableger des „Ensemble Musique Nouvelle“ war.
Die Formation widmete sich ab den 1960er Jahren parallel zur zeitgenössischen Musik, der Alten Musik auf historischen Instrumenten. Noch 1961 wurde das bei Henri Pousseur in Auftrag gegebene „Madrigal II“ für Flöte, Barockvioline, Violine, Gambe und Cembalo vom Alarius Ensemble uraufgeführt, ebenso das von Pierre Bartholomée komponierte Werk „Tombeau de Marin Marais“, für Violine, 2 Gamben und Klarinette.
Trotzdem wurde das Ensemble innerhalb kurzer Zeit für die damals noch als „Bewegung“ bezeichnete Pionierzeit der historischen Aufführungspraxis prägend, nicht zuletzt durch die Ermunterungen des Musikhistorikers Charles Van den Borren. Namensgeber war der aus Gent stammende Kammermusiker des französischen Königs Hilaire Verloge, in Versailles „Monsieur Alarius“ genannt.
Die Initiatoren des Ensemble „Alarius“ waren der Flötist Charles Mc Guire, der 1964 tödlich verunglückte, Janine Rubinlicht (1932–1989), die vorher bereits unter Safford Cape gearbeitet hatte (Violine) und Robert Kohnen (Klavier, Cembalo und Orgel). Nach Beendigung seines Studiums kam Wieland Kuijken (Viola da Gamba und Cello) hinzu. Ab etwa 1964 kamen Sigiswald Kuijken und einige Jahre später Barthold Kuijken (Flöte) hinzu. Die Besetzungen variierten nach Bedarf, so waren als Gastmusiker Gustav Leonhardt und Marie Leonhardt, Anner Bylsma und Lucy van Dael oder der Countertenor René Jacobs immer wieder gefragt. Konzerttourneen führten das Ensemble in die meisten Länder Europas, die Vereinigten Staaten von Amerika und nach Japan.
Das Ensemble machte in dieser Zeit vielfach Ersteinspielungen von Werken damals dem großen Publikum gänzlich unbekannter alter Meister, wie des flämischen Komponisten Carolus Hacquart; aber auch früher deutsche und italienische Barockmeister wie Johann Rosenmüller, Dario Castello, Carlo Farina und Giovanni Paolo Cima, waren neben den bekannteren Komponisten im Repertoire vertreten. Die erste Einspielung des Ensembles, mit Werken von Turini, Barthali (Bertali) und Vitali, erfolgte 1964; sie erhielt 1965 den Grand Prix du Disque.
Das Ensemble ging 1972 nach der durch Gustav Leonhardt und dem Label Deutsche Harmonia Mundi angeregten Gründung eines größeren Barockensembles in der La Petite Bande auf.